# Водонапірний режим газових родовищ
Водонапірний режим газових родовищ (рос. водонапорный режим газовых месторождений; англ. water regime, hydrolycity; нім. Wassertrieb m, Wasserdruckregime n der Erdgaslagerstätten f pl) — режим, при якому приплив газу до вибоїв видобувних свердловин зумовлений напором законтурних або підошовних пластових вод. 

## Загальний огляд
Водонапірний режим характерний для більшості родовищ газу. Супроводжується надходженням пластової води до газового покладу, защемленням газу (внаслідок неповного витіснення його з пористого середовища, а також вибірного просування води по добре дренованих і найбільш проникних пропластках). 
Пов'язане з водонапірним режимом сповільнення темпу падіння пластового тиску збільшує тривалість періоду безкомпресорної експлуатації родовища, підвищує ефективність роботи устаткування низькотемпературної сепарації і т. д. 
Недолік водонапірного режиму — обводнення експлуатаційних свердловин, і, внаслідок цього, необхідність збільшення їх кількості; зниження коефіцієнта газовилучення із газового пласта (для теригенних колекторів 0,79; карбонатних — 0,7; дані, середньозважені по запасах). У зв'язку з цим особлива увага при В. р. надається контролю і регулюванню просування пластових вод у покладі. Останнє здійснюється розміщенням свердловин за спеціальною схемою на площі родовища, диференційованим відбиранням газу з різних частин родовища та ін.